# Виктор Софрониев
Виктор Софрониев е български футболист, нападател, състезател от 2013 година на отбора на ПФК Миньор (Перник).

## Кариера
Израства в школата на ПФК Левски София), по късно играе за ФК Ботев (Враца).
През годините е играл за отборите на ПФК Вихрен (Сандански), ПФК Родопа (Смолян), ПФК Беласица (Петрич) (под наем) и ПФК Локомотив (Мездра), Ботев (Криводол), ПФК Берое (Стара Загора) и др.